# Мойментинья
Мойменти́нья (порт. Moimentinha)  —  район (фрегезия) в Португалии,  входит в округ Гуарда. Является составной частью муниципалитета  Транкозу. По старому административному делению входил в провинцию Бейра-Алта. Входит в экономико-статистический  субрегион Бейра-Интериор-Норте, который входит в Центральный регион. Население составляет 233 человека на 2001 год. Занимает площадь 6,53 км².
Покровителем района считается Дева Мария (порт. Nª Senhora dos Milagres). 